# Atilio Cremaschi
Atilio Cremaschi Oyarzún (Punta Arenas, 8 de marzo de 1923-Santiago, 3 de septiembre de 2007) fue un futbolista chileno que jugó de extremo o volante externo. Su primer equipo fue Unión Española.
Con la selección de fútbol de Chile, disputó la Copa Mundial de Fútbol de 1950 y los Campeonatos Sudamericanos de 1945, 1946, 1949 y 1953.

## Carrera
Cremaschi se inició futbolísticamente en el club Audax Italiano de su ciudad natal, Punta Arenas. Posteriormente ingresó a las divisiones inferiores de Unión Española, donde debutó profesionalmente en el Campeonato Nacional de 1941, bajo la dirección del español Manuel Casals.
De la mano del entrenador Atanasio Pardo logra su primer título en el Campeonato Nacional de 1943, disputando los 18 partidos del torneo y marcando 3 goles.
Posteriormente con el español Isidro Lángara debe conformarse con el segundo lugar del Campeonato Nacional de 1950, tras perder la final ante Everton de Viña del Mar. Sin embargo, logra su segundo título al año siguiente, tras vencer a Audax Italiano en la final del Campeonato Nacional, en el marco del clásico de colonias. Nuevamente Cremaschi disputa la totalidad de los partidos del torneo, matriculándose con 15 goles. Permanece un año más en el club y emigra a Colo-Colo.
Con los albos debutaría el 2 de mayo de 1953 ante Green Cross. Lograría su tercer título profesional en el Campeonato Nacional de 1953, aportando 10 goles en 24 encuentros. Repite el éxito en el torneo de 1956, disputando solamente 15 partidos, hecho que no le impide convertirse en el máximo anotador del equipo esa temporada, con 13 goles.
Cierra su paso por el cacique con la obtención de la Copa Chile 1958.
En 1959 es traspasado a Rangers, donde se mantiene en activo hasta el año siguiente. Pese a su corta estadía en el club talquino, Cremaschi es considerado dentro del segundo equipo en la elección del «Equipo ideal de todos los tiempos» de Rangers, con catorce votos.
Tras su retiro profesional se radicó en Santiago. Cremaschi falleció a los 84 años, el 3 de septiembre de 2007.

### Selección nacional
Cremaschi disputó 37 partidos con la selección de fútbol de Chile, de los cuales 27 fueron partidos oficiales y 10 amistosos.
Fue nominado por el húngaro Franz Platko, entrenador de la selección chilena, quién lo integra al plantel que disputó el Campeonato Sudamericano 1945. Debutó con la roja en este torneo, el 31 de enero de 1945, en un partido frente a Colombia que finalizó 2-0 a favor de los chilenos. Sería el único partido que disputaría en dicha edición del torneo.
En el Campeonato Sudamericano 1946, donde Chile fue cuarto, se inscribió con tres tantos, en 1949, convirtió otros dos.
Es elegido por Alberto Buccicardi para integrar la nómina de la Copa Mundial de Fútbol de 1950. Su jornada más memorable la vivió en 1950, cuando marcó tres de los tantos con los que la "Roja" batió 5-2 a Estados Unidos.
En el Campeonato Sudamericano 1953 sumó un gol más a su estadística, integrando un bloque ofensivo junto a Enrique Hormazábal, René Meléndez, Francisco Molina y Guillermo Díaz.
| Fecha                 | Lugar                   | Evento                                       | Rival          | Resultado | Goles |
| --------------------- | ----------------------- | -------------------------------------------- | -------------- | --------- | ----- |
| 31 de enero de 1945   | Santiago, Chile         | Campeonato Sudamericano                      | Colombia       | 2:0       | 0     |
| 16 de enero de 1946   | Buenos Aires, Argentina | Campeonato Sudamericano                      | Uruguay        | 0:1       | 0     |
| 19 de enero de 1946   | Buenos Aires, Argentina | Campeonato Sudamericano                      | Paraguay       | 2:1       | 1     |
| 3 de febrero de 1946  | Buenos Aires, Argentina | Campeonato Sudamericano                      | Brasil         | 2:5       | 0     |
| 8 de febrero de 1946  | Buenos Aires, Argentina | Campeonato Sudamericano                      | Bolivia        | 4:1       | 2     |
| 27 de abril de 1949   | Sao Paulo, Brasil       | Campeonato Sudamericano                      | Paraguay       | 2:4       | 1     |
| 30 de abril de 1949   | Sao Paulo, Brasil       | Campeonato Sudamericano                      | Perú           | 0:3       | 0     |
| 5 de mayo de 1949     | Belo Horizonte, Brasil  | Campeonato Sudamericano                      | Uruguay        | 1:3       | 1     |
| 26 de febrero de 1950 | La Paz, Bolivia         | Amistoso                                     | Bolivia        | 0:2       | 0     |
| 12 de marzo de 1950   | Santiago, Chile         | Amistoso                                     | Bolivia        | 5:0       | 0     |
| 25 de junio de 1950   | Río de Janeiro, Brasil  | Copa Mundial de Fútbol                       | Inglaterra     | 0:2       | 0     |
| 25 de junio de 1950   | Río de Janeiro, Brasil  | Copa Mundial de Fútbol                       | Inglaterra     | 0:2       | 0     |
| 29 de junio de 1950   | Río de Janeiro, Brasil  | Copa Mundial de Fútbol                       | España         | 0:2       | 0     |
| 2 de julio de 1950    | Recife, Brasil          | Copa Mundial de Fútbol                       | Estados Unidos | 5:2       | 3     |
| 2 de abril de 1952    | Santiago, Chile         | Campeonato Panamericano                      | Perú           | 3:2       | 1     |
| 13 de abril de 1952   | Santiago, Chile         | Campeonato Panamericano                      | Uruguay        | 2:0       | 1     |
| 20 de abril de 1952   | Santiago, Chile         | Campeonato Panamericano                      | Brasil         | 0:3       | 0     |
| 25 de febrero de 1953 | Lima, Perú              | Campeonato Sudamericano                      | Paraguay       | 0:3       | 0     |
| 25 de febrero de 1953 | Lima, Perú              | Campeonato Sudamericano                      | Paraguay       | 0:3       | 0     |
| 2 de marzo de 1953    | Lima, Perú              | Campeonato Sudamericano                      | Uruguay        | 3:2       | 0     |
| 4 de marzo de 1953    | Lima, Perú              | Campeonato Sudamericano                      | Perú           | 0:0       | 0     |
| 19 de marzo de 1953   | Lima, Perú              | Campeonato Sudamericano                      | Ecuador        | 3:0       | 1     |
| 23 de marzo de 1953   | Lima, Perú              | Campeonato Sudamericano                      | Brasil         | 2:3       | 0     |
| 28 de marzo de 1953   | Lima, Perú              | Campeonato Sudamericano                      | Bolivia        | 2:2       | 0     |
| 24 de mayo de 1953    | Santiago, Chile         | Amistoso                                     | Inglaterra     | 1:2       | 0     |
| 12 de julio de 1953   | Santiago, Chile         | Amistoso                                     | España         | 1:2       | 0     |
| 26 de julio de 1953   | Lima, Perú              | Copa del Pacífico                            | Perú           | 2:1       | 0     |
| 28 de julio de 1953   | Lima, Perú              | Copa del Pacífico                            | Perú           | 0:5       | 0     |
| 14 de febrero de 1954 | Asunción, Paraguay      | Clasificación para la Copa Mundial de Fútbol | Paraguay       | 0:4       | 0     |
| 21 de febrero de 1954 | Santiago, Chile         | Clasificación para la Copa Mundial de Fútbol | Paraguay       | 1:3       | 0     |
| 14 de marzo de 1954   | Río de Janeiro, Brasil  | Clasificación para la Copa Mundial de Fútbol | Brasil         | 0:1       | 0     |

## Legado
Cremaschi contrajo nupcias con Ángela Rubio Manso, con quien tuvo cinco hijos y veinte nietos. De sus nietos, dos se dedicaron profesionalmente al deporte: Denisa Cremaschi Leiva se dedicó al triatlón, mientras que Atilio Cremaschi Yavar se destacó en el snowboarding, Cremaschi Yavar fallecería practicando este deporte el 3 de abril de 2006, en una avalancha en Salt Lake City, Estados Unidos.
El año 2002 fue incluido por los hinchas de Rangers de Talca dentro del segundo equipo ideal histórico del club, esto en el marco del 100° aniversario de la institución rojinegra.
Desde mayo de 2009 la galería norte del estadio Santa Laura lleva su nombre.
El 10 de marzo de 2012, en una ceremonia encabezada por el alcalde de Punta Arenas Vladimiro Mimica y familiares de Atilio Cremaschi, se oficializa el cambio de nombre del complejo deportivo Liga Popular, pasando a llamarse complejo deportivo Atilio Cremaschi Oyarzún. En el marco de la ceremonia, además se presentó una muestra fotográfica acerca del fallecido futbolista, en la Casa Azul del Arte.

## Clubes
| Club           | País  | Año       |
| -------------- | ----- | --------- |
| Unión Española | Chile | 1941-1952 |
| Colo-Colo      | Chile | 1953-1958 |
| Rangers        | Chile | 1959-1960 |

## Palmarés

### Campeonatos nacionales
| Título           | Club           | País  | Año  |
| ---------------- | -------------- | ----- | ---- |
| Primera División | Unión Española | Chile | 1943 |
| Primera División | Unión Española | Chile | 1951 |
| Primera División | Colo-Colo      | Chile | 1953 |
| Primera División | Colo-Colo      | Chile | 1956 |
| Copa Chile       | Colo-Colo      | Chile | 1958 |

### Distinciones individuales
| Distinción                                      | Año  |
| ----------------------------------------------- | ---- |
| Mejor futbolista de Chile                       | 1950 |
| Mejor Deportista del Fútbol Profesional (Chile) | 1957 |